# Longzhouacris jinxiuensis
Longzhouacris jinxiuensis är en insektsart som beskrevs av Li, T. och Xingbao Jin 1984. Longzhouacris jinxiuensis ingår i släktet Longzhouacris och familjen gräshoppor. Inga underarter finns listade i Catalogue of Life.